# スーパータリカン
『スーパータリカン』（英語: Super Turrican）は、1993年にファクター5がスーパーファミコン（SNES）用に開発したラン・アンド・ガンゲームである。
タリカンシリーズとしては、スーパーファミコン（SNES）では1作目となるが、シリーズ全体のエピソードとしては4作目に位置し、コレクション系タイトルではない単体作品では日本国で発売された唯一の作品である。

## 概要
従来のシリーズ作品と同じく「タリカン」と呼ばれるバトルスーツを身にまとい惑星を探索するステージクリア型のアクションゲームとなっている。システムや登場する武器は前作3ではなく、2に近いがライトニングウィップがダメージの無いフリーズビームへと変更されている。
主人公は前2作と同様に惑星自由連合の「Bren McGuire」がつとめるが、ストーリー的な直接のつながりは見られない。舞台となる「惑星カタキス」はタリカンシリーズでは初出となるが、ファクター5社がリリースした『カタキス』の舞台として登場しており作品の権利表記には『Katakis』の名も付されている。

## ストーリー
全銀河の支配を企む「Machine」が既に支配下においている惑星カタキス。Machineと戦い続けている惑星自由連合軍は旗艦「アバロン1」にカタキス解放の指令を送る。
指令を受けたアバロン1のキャプテン「Bren McGuire」は、ほぼ全ての対象を即座に凍らせる新兵器「フリーズビーム」を搭載した新たなタリカンスーツを身にまとい惑星カタキスの大地に降り立つ。

## 登場キャラクター
Bren McGuire
プレイヤーキャラクター。『2』から登場するタリカンスーツを身にまとう惑星自由連合所属の青年。日本語版では名称の言及がなく「アバロン1」の特殊戦闘員との記述となっている。
Machine
『2』より登場するタリカンシリーズの宿敵。本作においてはオープニングデモで姿を見せるが、開発中に容量削減を余儀なくされた結果、最終ステージが除去され直接戦う場面が無くなってしまい、日本語版においては存在の言及自体行われていない。

## 移植版
| No. | タイトル                  | 発売日                      | 対応機種                      | 開発元     | 発売元                          | メディア                                   | 備考                                         |
| --- | ------------------------- | --------------------------- | ----------------------------- | ---------- | ------------------------------- | ------------------------------------------ | -------------------------------------------- |
| 1   | タリカン フラッシュバック | 2021年1月29日               | Nintendo Switch PlayStation 4 | ラタライカ | ININ games                      | Switch専用ゲームカード BD-ROM ダウンロード | 収録タイトルの1本                            |
| 2   | タリカンアンソロジーVol.1 | 2024年9月12日 2022年3月31日 | Nintendo Switch               | ラタライカ | メビウス Strictly Limited Games | Switch専用ゲームカード                     | 収録タイトルの1本 ディレクターズカットも収録 |
| 3   | タリカンアンソロジーVol.2 | 2024年9月12日 2022年3月31日 | Nintendo Switch               | ラタライカ | メビウス Strictly Limited Games | Switch専用ゲームカード                     | スコアアタックを収録                         |
| 4   | タリカンアンソロジーVol.1 | 2022年3月31日               | PlayStation 4                 | ラタライカ | Strictly Limited Games          | BD-ROM                                     | 収録タイトルの1本 ディレクターズカットも収録 |
| 5   | タリカンアンソロジーVol.2 | 2022年3月31日               | PlayStation 4                 | ラタライカ | Strictly Limited Games          | BD-ROM                                     | スコアアタックを収録                         |
| 6   | タリカンアンソロジーVol.1 | 2022年7月29日               | Nintendo Switch PlayStation 4 | ラタライカ | ININ games                      | ダウンロード                               | 収録タイトルの1本 ディレクターズカットも収録 |
| 7   | タリカンアンソロジーVol.2 | 2022年7月29日               | Nintendo Switch PlayStation 4 | ラタライカ | ININ games                      | ダウンロード                               | スコアアタックを収録                         |

## 開発
6メガビットカートリッジでの発売を想定し開発が行われたが、パブリッシャーであるSeika社の要望により4メガビットカートリッジでの発売となったため、いくつかの要素やステージを削ることとなってしまった。

### スーパータリカン ディレクターズカット
上記の削減前の6メガビットバージョンは、2018年にアナログ社のSFC/SNES互換機『Super Nt』にSNESソフト用のパッケージボックスが添付され、ソフト自体はプリインストールされる形で発表される事となった。
その後、2020年にタリカンアンソロジーに後述の『スーパータリカン スコアアタック』と共に収録される事が予告され2022年3月に発売された他、同月にSNES用カートリッジとして単体発売されている。

### スーパータリカン スコアアタック
2020年のタリカンアンソロジーで発表された、新規作成された1ステージのクリアまでのスコアを競う作品。2022年3月にSNES用としてリパッケージされたスーパータリカン2に付属する形で収録されSNES実機でもプレイも可能となっている。